# Гернсбах
Гернсбах (нім. Gernsbach) — місто в Німеччині, знаходиться в землі Баден-Вюртемберг. Підпорядковується адміністративному округу Карлсруе. Входить до складу району Раштат.
Площа — 82,09 км2. Населення становить 14 147 ос. (станом на 31 грудня 2020).

## Уродженці
- Ганс Йордан (1892 — 1975) — німецький воєначальник часів Третього Рейху, генерал піхоти.

## Галерея

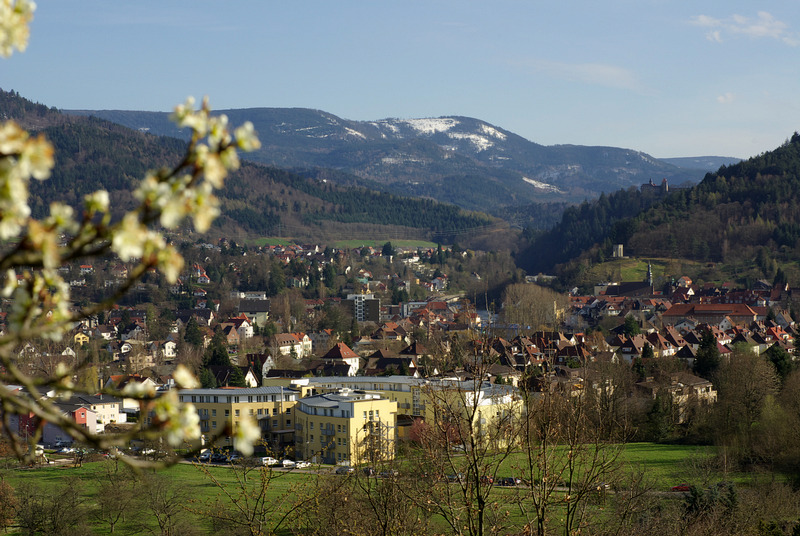
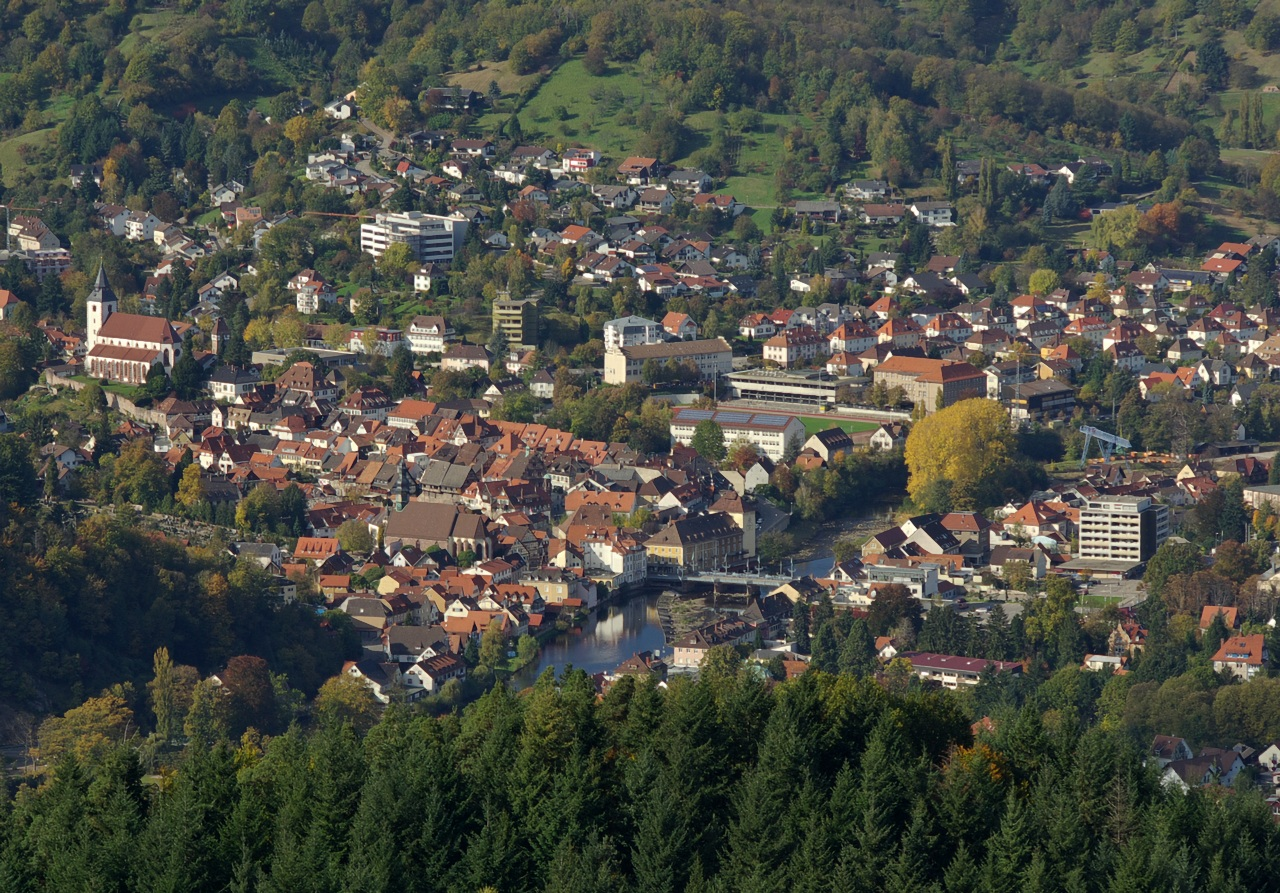
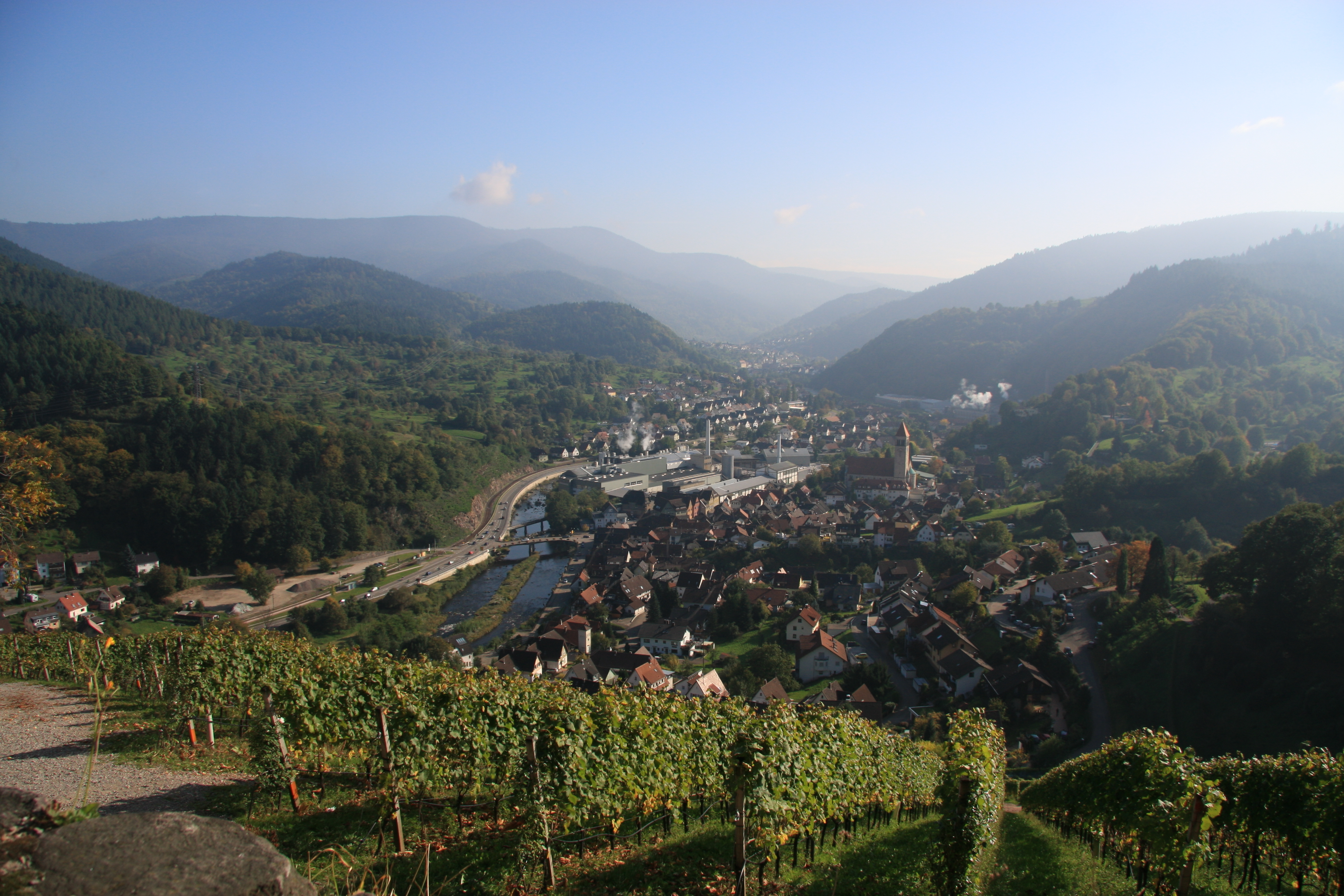
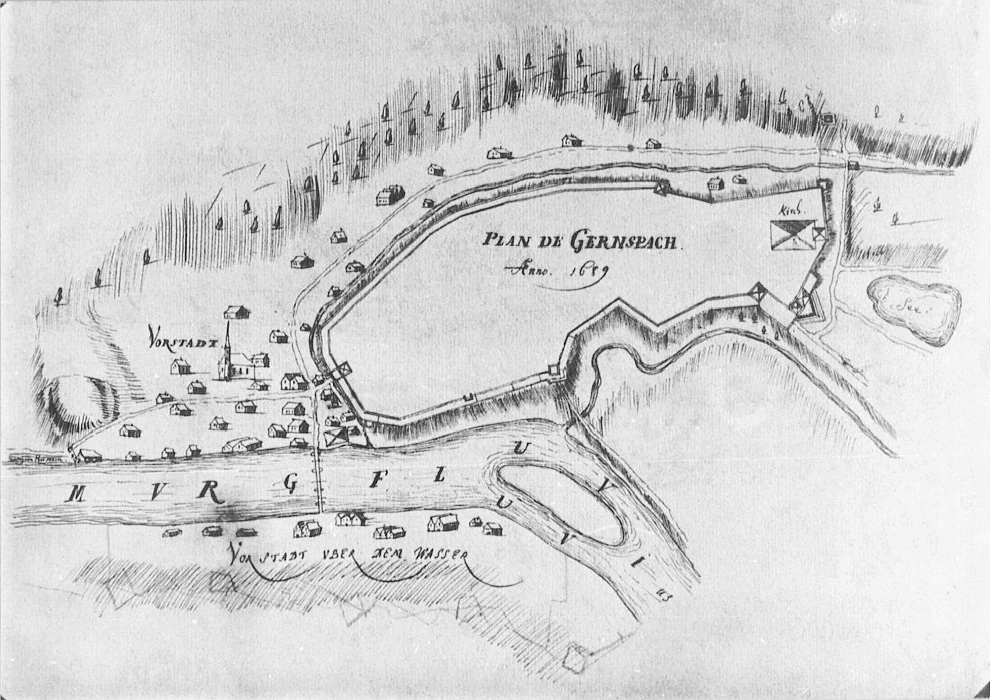
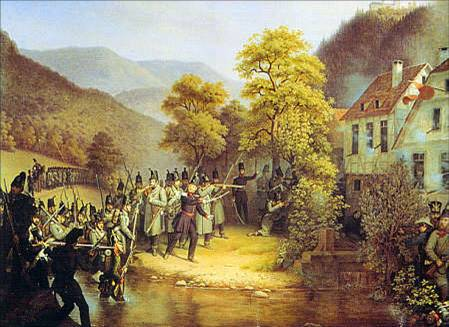
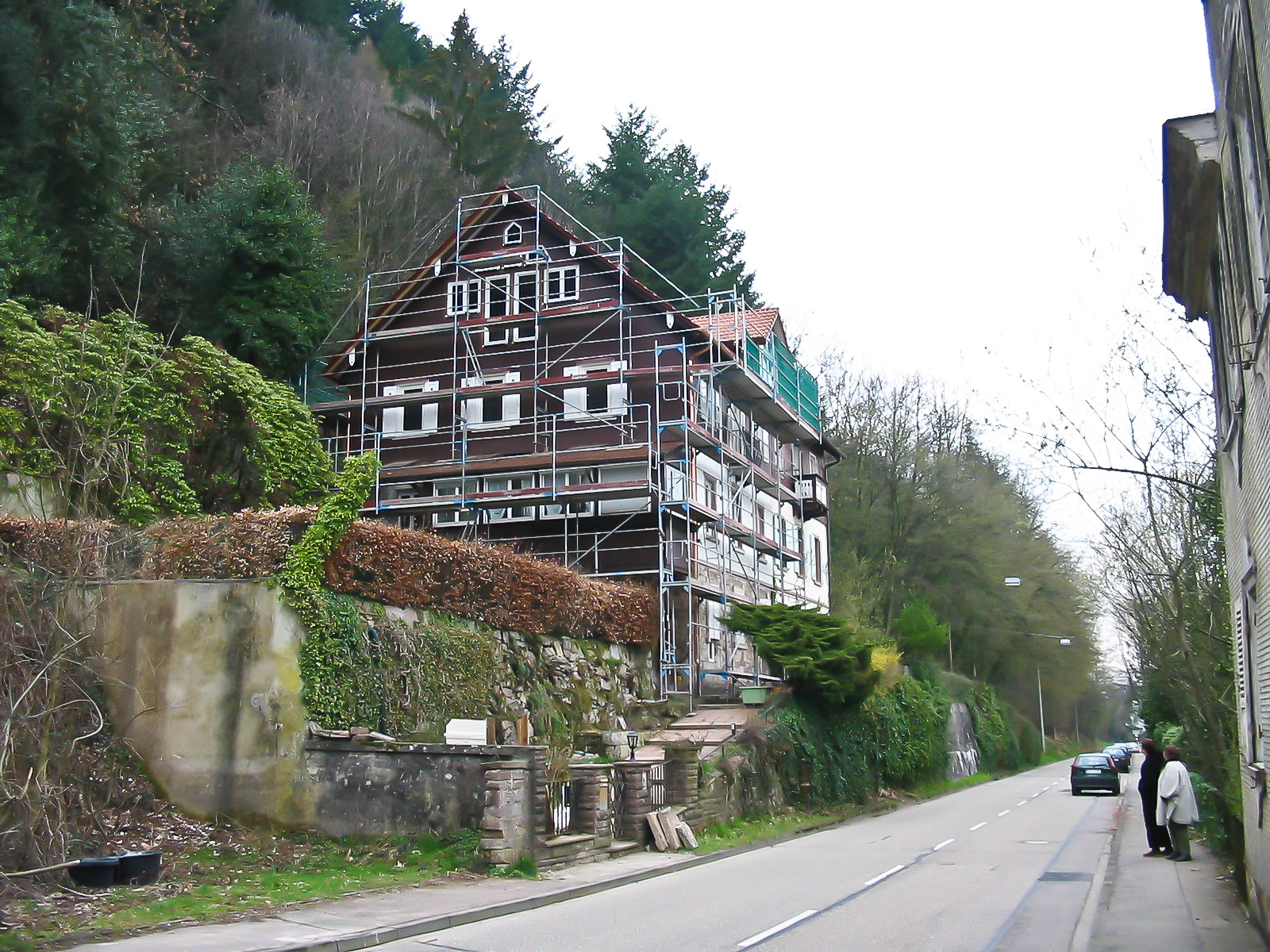
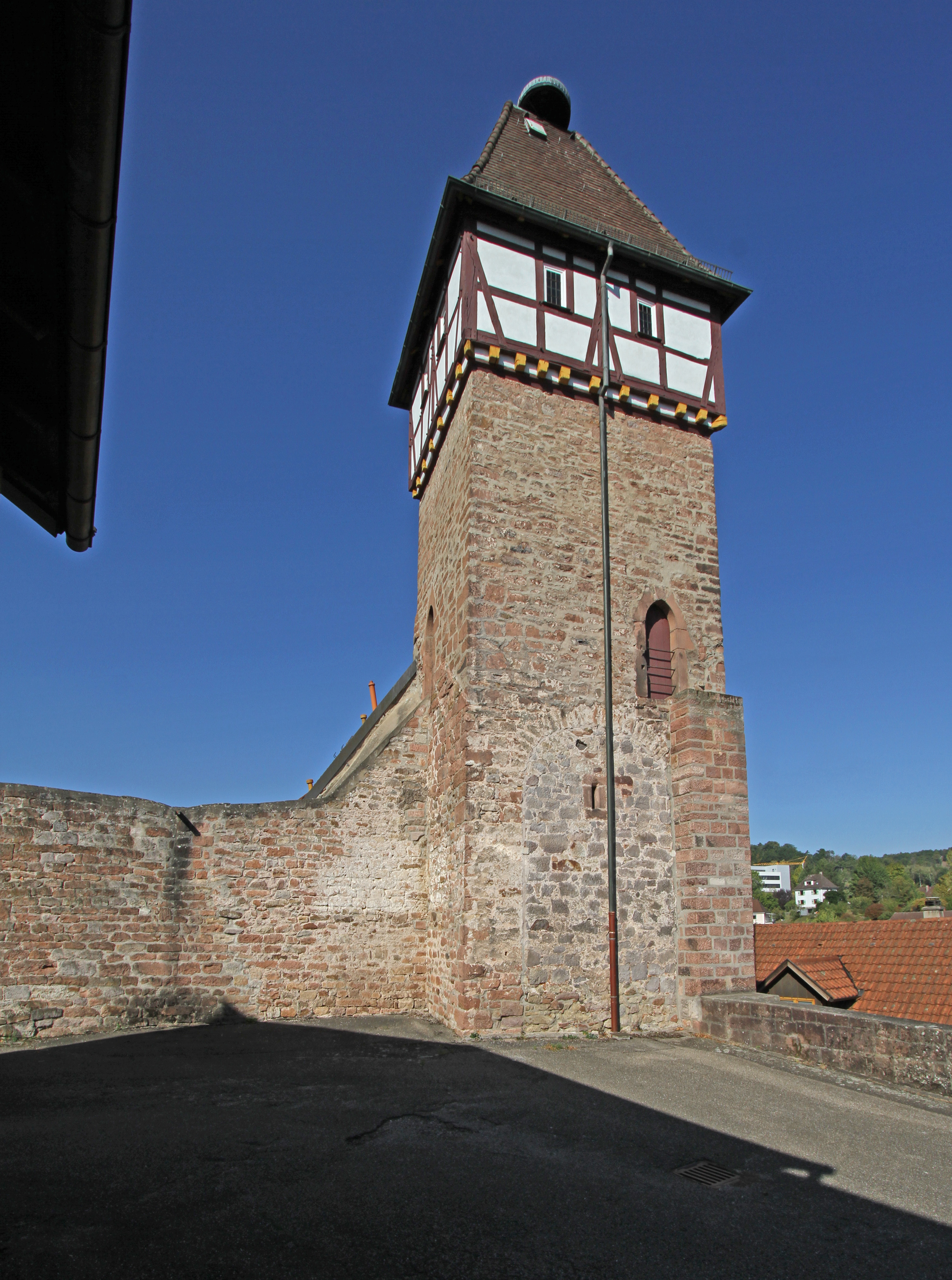
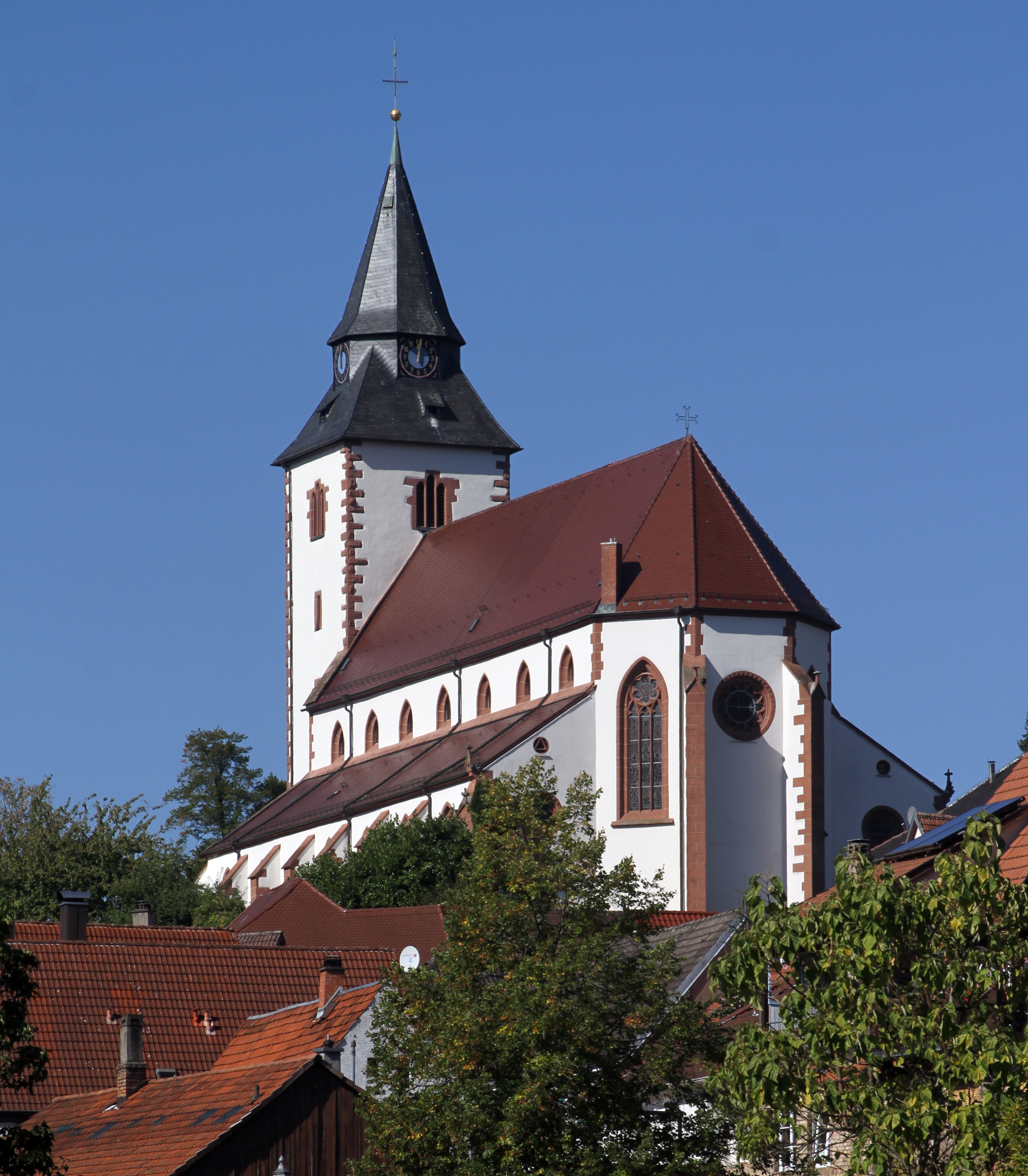